# Aliuscanthoniola similaris
Aliuscanthoniola similaris är en skalbaggsart som beskrevs av Deschodt och Clarke H. Scholtz 2008. Aliuscanthoniola similaris ingår i släktet Aliuscanthoniola och familjen bladhorningar. Inga underarter finns listade i Catalogue of Life.